# IV. třída okresu Chrudim
IV. třída okresu Chrudim patří společně s ostatními čtvrtými třídami mezi desáté nejvyšší fotbalové soutěže v Česku. Jedná se o 10. stupeň v českých fotbalových soutěžích. Hrála se každý rok od léta do jara příštího roku. Na konci ročníku nejlepší dva týmy postupovaly do III. třídy okresu Chrudim.

## Vítězové

### IV. třída okresu Chrudim skupina A
| Ročník    | Vítězný tým              |
| --------- | ------------------------ |
| 2004/2005 | SK Sokol Prosetín „B“    |
| 2005/2006 | SK Spartak Slatiňany „B“ |
| 2006/2007 | FC Bojanov               |
| 2007/2008 | Sokol Holetín            |
| 2008/2009 | TJ Tatran Miřetice B     |
| 2009/2010 | FC Zaječice              |
| 2010/2011 | Sokol Svratouch          |
| 2011/2012 | FK Junior Skuteč         |
| 2012/2013 | SK Dřenice               |
| 2013/2014 | SK Kočí                  |
| 2014/2015 | TJ Luže B                |
| 2015/2016 | Sokol Žlebské Chvalovice |
| 2016/2017 | TJ Tatran Ctětín         |
| 2017/2018 | TJ Luže B                |
| 2018/2019 | TJ Mezilesí Načešice B   |
| 2019/2020 | TJ Tatran Míčov          |
| 2020/2021 | TJ Sokol Vraclav         |

### IV. třída okresu Chrudim skupina B
| Ročník    | Vítězný tým |
| --------- | ----------- |
| 2010/2011 | TJ Městec   |

### IV. třída okresu Chrudim skupina C
| Ročník    | Vítězný tým     |
| --------- | --------------- |
| 2010/2011 | Sokol Svratouch |